# 1994 Shane
Shane (asteroide 1994) é um asteroide da cintura principal com um diâmetro de 25,15 quilómetros, a 2,119169 UA. Possui uma excentricidade de 0,2088792 e um período orbital de 1 601,33 dias (4,39 anos).
Shane tem uma velocidade orbital média de 18,19832207 km/s e uma inclinação de 10,20944º.